# Microcavia shiptoni
Microcavia shiptoni là một loài động vật có vú trong họ Caviidae, bộ Gặm nhấm. Loài này được Thomas mô tả năm 1925.